# Anacropora spinosa
Anacropora spinosa là một loài san hô trong họ Acroporidae. Loài này được Rehberg mô tả khoa học năm 1892.